# Lars Herman Wikblad
Lars Herman Wikblad, född 18 november 1806 i Linköpings församling, Östergötlands län, död 5 maj 1883 i Maria Magdalena församling, Stockholm, var en svensk violinist.

## Biografi
Lars Herman Wikblad föddes 18 november 1806 i Linköping. Han var son till vice häradshövdingen Herman Wikblad och Gustava Maria Wallenberg. Wikblad inträdde i statens tjänst 1829 och var senare stadsnotarie vid Stockholms rådhusrätt. Han gjorde sig känd som framstående kvartettspelare och invaldes 1861 som ledamot av Kungliga Musikaliska Akademien.